# Andrew Redmayne
Andrew James Redmayne (Gosford, 13 gennaio 1989) è un calciatore australiano, portiere svincolato.

## Carriera

### Club
Ha iniziato la sua carriera professionale con i Central Coast Mariners . Dopo essersi trasferito a Brisbane Roar nel 2010, si è trasferito a Melbourne Heart (ora City) nel 2012. Tre anni dopo, nel 2015, si è trasferito nel Western Sydney Wanderers.
Nel gennaio 2017, Redmayne si è trasferito al Sydney FC.
Con il portiere di prima scelta Danny Vukovic fuori in nazionale, Redmayne ha fatto la sua prima presenza contro il Perth Glory mantenendo la porta inviolata con una vittoria per 3-0. Con la partenza di Vukovic, Redmayne ha iniziato la pre-stagione come prima scelta e iniziando ogni partita. Ha iniziato la prima partita della stagione contro i rivali Melbourne Victory, vincendo 1-0. Successivamente ha vinto l'A-League con Sydney nel 2019 e di nuovo nel 2020.

### Nazionale
Nel 2009 ha partecipato con la nazionale Under-20 australiana al campionato del mondo di categoria svoltosi in Egitto.
Ha esordito nella nazionale maggiore australiana il 7 giugno 2019, schierato dal primo minuto nell'amichevole contro la Corea del Sud.
Il 13 giugno 2022 è subentrato alla fine dei tempi supplementari dello spareggio interzona di qualificazione al campionato del mondo 2022 contro il Perù e, alla terza presenza in nazionale, è poi risultato decisivo per la vittoria dell'Australia ai tiri di rigore, parando l'ultimo tiro dei sudamericani.

## Statistiche

### Presenze e reti nei club
Statistiche aggiornate al 14 dicembre 2024.
| Stagione                 | Squadra                  | Campionato               | Campionato | Campionato | Coppe nazionali | Coppe nazionali | Coppe nazionali | Coppe continentali | Coppe continentali | Coppe continentali | Altre coppe | Altre coppe | Altre coppe | Totale | Totale |
| Stagione                 | Squadra                  | Comp                     | Pres       | Reti       | Comp            | Pres            | Reti            | Comp               | Pres               | Reti               | Comp        | Pres        | Reti        | Pres   | Reti   |
| ------------------------ | ------------------------ | ------------------------ | ---------- | ---------- | --------------- | --------------- | --------------- | ------------------ | ------------------ | ------------------ | ----------- | ----------- | ----------- | ------ | ------ |
| 2008-2009                | C.C. Mariners            | AL                       | 2          | -4         | -               | -               | -               |                    | -                  | -                  |             | -           | -           | 2      | -4     |
| 2009-2010                | C.C. Mariners            | AL                       | 1          | -2         | -               | -               | -               |                    | -                  | -                  |             | -           | -           | 1      | -2     |
| Totale C.C. Mariners     | Totale C.C. Mariners     | Totale C.C. Mariners     | 3          | -6         |                 | -               | -               |                    | -                  | -                  |             | -           | -           | 3      | -6     |
| 2010-2011                | Brisbane Roar            | AL                       | 1          | 0          | -               | -               | -               |                    | -                  | -                  |             | -           | -           | 1      | 0      |
| 2011-2012                | Brisbane Roar            | AL                       | 1          | -1         | -               | -               | -               |                    | -                  | -                  |             | -           | -           | 1      | -1     |
| Totale Brisbane Roar     | Totale Brisbane Roar     | Totale Brisbane Roar     | 2          | -1         |                 | -               | -               |                    | -                  | -                  |             | -           | -           | 2      | -1     |
| 2012-2013                | Melbourne City           | AL                       | 13         | -19        | -               | -               | -               |                    | -                  | -                  |             | -           | -           | 13     | -19    |
| 2013-2014                | Melbourne City           | AL                       | 24         | -35        | -               | -               | -               |                    | -                  | -                  |             | -           | -           | 24     | -35    |
| 2014-2015                | Melbourne City           | AL                       | 11         | -23        | FFACup          | 1               | -3              |                    | -                  | -                  |             | -           | -           | 12     | -26    |
| Totale Melbourne City    | Totale Melbourne City    | Totale Melbourne City    | 48         | -77        |                 | 1               | -3              |                    | -                  | -                  |             | -           | -           | 49     | -80    |
| 2015-2016                | Western Sydney           | AL                       | 23         | -33        | FFACup          | 3               | -1              |                    | -                  | -                  |             | -           | -           | 26     | -34    |
| 2016-gen. 2017           | Western Sydney           | AL                       | 8          | -16        | FFACup          | 3               | -7              |                    | -                  | -                  |             | -           | -           | 11     | -23    |
| Totale Western Sydney W. | Totale Western Sydney W. | Totale Western Sydney W. | 31         | -49        |                 | 6               | -8              |                    | -                  | -                  |             | -           | -           | 37     | -57    |
| gen.-giu. 2017           | Sydney FC                | AL                       | 1          | 0          | FFACup          | 0               | 0               | -                  | -                  | -                  |             | -           | -           | 1      | 0      |
| 2017-2018                | Sydney FC                | AL                       | 28         | -25        | FFACup          | 5               | -2              | AFC                | 6                  | -8                 |             | -           | -           | 39     | -35    |
| 2018-2019                | Sydney FC                | AL                       | 29         | -30        | FFACup          | 5               | -7              | AFC                | 5                  | -7                 |             | -           | -           | 39     | -44    |
| 2019-2020                | Sydney FC                | AL                       | 27         | -23        | FFACup          | 1               | -2              | AFC                | 2                  | -6                 |             | -           | -           | 30     | -31    |
| 2020-2021                | Sydney FC                | AL                       | 25         | -23        | FFACup          | 0               | 0               | AFC                | 0                  | 0                  |             | -           | -           | 25     | -23    |
| 2021-2022                | Sydney FC                | AL                       | 16         | -22        | FFACup          | 4               | -3              | AFC                | 6                  | -8                 |             | -           | -           | 26     | -33    |
| 2022-2023                | Sydney FC                | AL                       | 29         | -45        | CA              | 3               | -6              |                    | -                  | -                  |             | -           | -           | 32     | -51    |
| 2023-2024                | Sydney FC                | AL                       | 29         | -38        | CA              | 5               | -5              |                    | -                  | -                  |             | -           | -           | 34     | -43    |
| 2024-2025                | Sydney FC                | AL                       | 7          | -14        | CA              | 1               | -3              | AFC Two            | 3                  | -4                 |             | -           | -           | 11     | -21    |
| Totale Sydney FC         | Totale Sydney FC         | Totale Sydney FC         | 191        | -220       |                 | 24              | -28             |                    | 22                 | -33                |             | -           | -           | 237    | -281   |
| Totale carriera          | Totale carriera          | Totale carriera          | 275        | -353       |                 | 31              | -39             |                    | 22                 | -33                |             | -           | -           | 328    | -425   |

### Cronologia presenze e reti in nazionale
| Cronologia completa delle presenze e delle reti in nazionale ― Australia | Cronologia completa delle presenze e delle reti in nazionale ― Australia | Cronologia completa delle presenze e delle reti in nazionale ― Australia | Cronologia completa delle presenze e delle reti in nazionale ― Australia | Cronologia completa delle presenze e delle reti in nazionale ― Australia | Cronologia completa delle presenze e delle reti in nazionale ― Australia | Cronologia completa delle presenze e delle reti in nazionale ― Australia | Cronologia completa delle presenze e delle reti in nazionale ― Australia |
| Data                                                                     | Città                                                                    | In casa                                                                  | Risultato                                                                | Ospiti                                                                   | Competizione                                                             | Reti                                                                     | Note                                                                     |
| ------------------------------------------------------------------------ | ------------------------------------------------------------------------ | ------------------------------------------------------------------------ | ------------------------------------------------------------------------ | ------------------------------------------------------------------------ | ------------------------------------------------------------------------ | ------------------------------------------------------------------------ | ------------------------------------------------------------------------ |
| 7-6-2019                                                                 | Pusan                                                                    | Corea del Sud                                                            | 1 – 0                                                                    | Australia                                                                | Amichevole                                                               | -1                                                                       |                                                                          |
| 11-6-2021                                                                | Al Kuwait                                                                | Nepal                                                                    | 0 – 3                                                                    | Australia                                                                | Qual. Mondiali 2022                                                      | -                                                                        | 83’                                                                      |
| 13-6-2022                                                                | Ar Rayyan                                                                | Australia                                                                | 0 – 0 dts (5 – 4 dtr)                                                    | Perù                                                                     | Qual. Mondiali 2022                                                      | -                                                                        | 120’                                                                     |
| 25-9-2022                                                                | Auckland                                                                 | Nuova Zelanda                                                            | 0 – 2                                                                    | Australia                                                                | Amichevole                                                               | -                                                                        |                                                                          |
| Totale                                                                   |                                                                          | Presenze                                                                 | 4                                                                        |                                                                          | Reti                                                                     | -1                                                                       |                                                                          |

## Palmarès

### Club

#### Competizioni Nazionali
- Premier's Plate: 4

Brisbane Roar: 2010-2011
Sydney FC: 2016-2017, 2017-2018, 2019-2020
- Campionato australiano: 5

Brisbane Roar: 2010-2011, 2011-2012
Sydney FC: 2016-2017, 2018-2019, 2019-2020
- Australia Cup: 2

Sydney FC: 2017, 2023